# سي عمر (فلم)
سي عمر هو فيلم مصري من إنتاج سنة 1941، من تأليف بديع خيري ونجيب الريحاني، وتمثيل نجيب الريحاني، وإخراج نيازي مصطفى.

## ملخص الأحداث
تدور الأحداث في قالب كوميدي حيث أن جابر أفندي موظف بسيط في عزبة عمر الألفي، يطرده ناظر العزبة بعد أن يكتشف جابر أن هناك تزويرًا في حسابات العزبة، يتقابل جابر مع برلنتي زوجة عمر بك الحقيقي، تلاحظ الشبه الكبير بينه وبين زوجها الغائب في الهند عمر، وبناء على مشورة أحد المستشارين القانونين توهم أسرة عمر بك أنه على ما زال قيد الحياة ويعيش في الهند وبطريق المصادفة يذهب جابر افندي إلى منزل عمر وتشاهده الأسرة وتقتن به، ولكن عم عمر يكتشف الحقيقة ويحاول أن يستغل الشبه للاستيلاء على الثروة ولكنه يفشل في النهاية.

## بطولة
- نجيب الريحاني (جابر شهاب الدين / عمر الألفي)
- زوزو شكيب (أخت عمر الألفي لوللا)
- عبد الفتاح القصري (عبد المجيد ساطور)
- شرفنطح (عم عمر الألفي جميل بك)
- إستفان روستي (المحامي)
- ميمي شكيب (برلانتا)
- سراج منير (ابن عم عمر الألفي عزت)
- ماري منيب (نازك)
- عبد العزيز أحمد (كوارع)
- فؤاد الرشيدي (الوكيل)
- عبد العزيز خليل (صاحب اللوكاندة)
- حسن كامل (زبون اللوكاندة)
- فيوليت صيداوي (عبلة)
- فيكتوريا حبيقة
- أحمد شكري
- بديعة صادق (شاركت بصوتها)
- عبد العزيز الجاهلي (عبد الله)
- على عبد القادر (الأجزجي)
- إجلال زكي (المطربة)

## روابط خارجية
- مقالات تستعمل روابط فنية بلا صلة مع ويكي بيانات